# Hvar (localidad)
Hvar es una pequeña ciudad croata, ubicada en la isla homónima bañada por el mar Adriático, en el condado de Split-Dalmacia. Es el área poblada más grande de la isla y la capital de la unidad de autogobierno local del mismo nombre. 
La localidad es rica en historia y uno de los destinos turísticos más importantes del mar Adriático.

## Historia
El primer asentamiento conocido se encuentra dentro de la actual ciudad de Hvar. Fue establecido por los ilirios, en el primer milenio a. C..

## Geografía
Está ubicada en una bahía en el extremo suroeste de la isla, enfrentada al sur. Posee un puerto frente al que se ubican las islas Pakleni, que pertenecen a su ejido. Se encuentra al nivel del mar, a 462 km de la capital nacional, Zagreb.

### Clima
| Parámetros climáticos promedio de Hvar (1971−2000 normales, extremas 1858−2020) | Parámetros climáticos promedio de Hvar (1971−2000 normales, extremas 1858−2020) | Parámetros climáticos promedio de Hvar (1971−2000 normales, extremas 1858−2020) | Parámetros climáticos promedio de Hvar (1971−2000 normales, extremas 1858−2020) | Parámetros climáticos promedio de Hvar (1971−2000 normales, extremas 1858−2020) | Parámetros climáticos promedio de Hvar (1971−2000 normales, extremas 1858−2020) | Parámetros climáticos promedio de Hvar (1971−2000 normales, extremas 1858−2020) | Parámetros climáticos promedio de Hvar (1971−2000 normales, extremas 1858−2020) | Parámetros climáticos promedio de Hvar (1971−2000 normales, extremas 1858−2020) | Parámetros climáticos promedio de Hvar (1971−2000 normales, extremas 1858−2020) | Parámetros climáticos promedio de Hvar (1971−2000 normales, extremas 1858−2020) | Parámetros climáticos promedio de Hvar (1971−2000 normales, extremas 1858−2020) | Parámetros climáticos promedio de Hvar (1971−2000 normales, extremas 1858−2020) | Parámetros climáticos promedio de Hvar (1971−2000 normales, extremas 1858−2020) |
| Mes                                                                             | Ene.                                                                            | Feb.                                                                            | Mar.                                                                            | Abr.                                                                            | May.                                                                            | Jun.                                                                            | Jul.                                                                            | Ago.                                                                            | Sep.                                                                            | Oct.                                                                            | Nov.                                                                            | Dic.                                                                            | Anual                                                                           |
| ------------------------------------------------------------------------------- | ------------------------------------------------------------------------------- | ------------------------------------------------------------------------------- | ------------------------------------------------------------------------------- | ------------------------------------------------------------------------------- | ------------------------------------------------------------------------------- | ------------------------------------------------------------------------------- | ------------------------------------------------------------------------------- | ------------------------------------------------------------------------------- | ------------------------------------------------------------------------------- | ------------------------------------------------------------------------------- | ------------------------------------------------------------------------------- | ------------------------------------------------------------------------------- | ------------------------------------------------------------------------------- |
| Temp. máx. abs. (°C)                                                            | 19.6                                                                            | 23.4                                                                            | 24.5                                                                            | 27.8                                                                            | 33.0                                                                            | 38.0                                                                            | 37.5                                                                            | 37.7                                                                            | 34.4                                                                            | 31.5                                                                            | 25.7                                                                            | 20.6                                                                            | 38.0                                                                            |
| Temp. máx. media (°C)                                                           | 12.6                                                                            | 13.0                                                                            | 14.9                                                                            | 17.7                                                                            | 22.3                                                                            | 26.4                                                                            | 29.5                                                                            | 29.5                                                                            | 26.0                                                                            | 21.8                                                                            | 16.8                                                                            | 13.7                                                                            | 20.3                                                                            |
| Temp. media (°C)                                                                | 9.1                                                                             | 9.2                                                                             | 11.1                                                                            | 14.0                                                                            | 18.5                                                                            | 22.3                                                                            | 25.0                                                                            | 24.8                                                                            | 21.5                                                                            | 17.7                                                                            | 13.3                                                                            | 10.3                                                                            | 16.4                                                                            |
| Temp. mín. media (°C)                                                           | 5.9                                                                             | 5.9                                                                             | 7.7                                                                             | 10.5                                                                            | 14.7                                                                            | 18.3                                                                            | 20.9                                                                            | 20.8                                                                            | 17.7                                                                            | 14.3                                                                            | 10.1                                                                            | 7.2                                                                             | 12.8                                                                            |
| Temp. mín. abs. (°C)                                                            | −7.0                                                                            | −5.5                                                                            | −4.6                                                                            | 0.0                                                                             | 5.1                                                                             | 10.0                                                                            | 12.8                                                                            | 9.7                                                                             | 8.0                                                                             | 4.9                                                                             | −3.0                                                                            | −5.0                                                                            | −7.0                                                                            |
| Precipitación total (mm)                                                        | 68.4                                                                            | 55.7                                                                            | 62.7                                                                            | 54.1                                                                            | 46.7                                                                            | 34.4                                                                            | 26.4                                                                            | 45.2                                                                            | 63.7                                                                            | 79.3                                                                            | 94.0                                                                            | 83.2                                                                            | 713.7                                                                           |
| Días de precipitaciones (≥ 0.1 mm)                                              | 9.8                                                                             | 9.0                                                                             | 9.4                                                                             | 10.2                                                                            | 7.8                                                                             | 6.8                                                                             | 4.0                                                                             | 4.7                                                                             | 7.0                                                                             | 9.3                                                                             | 11.3                                                                            | 10.4                                                                            | 99.8                                                                            |
| Días de nevadas (≥ 1.0 cm)                                                      | 0.1                                                                             | 0.0                                                                             | 0.0                                                                             | 0.0                                                                             | 0.0                                                                             | 0.0                                                                             | 0.0                                                                             | 0.0                                                                             | 0.0                                                                             | 0.0                                                                             | 0.0                                                                             | 0.0                                                                             | 0.1                                                                             |
| Horas de sol                                                                    | 133.3                                                                           | 155.4                                                                           | 195.3                                                                           | 222.0                                                                           | 288.3                                                                           | 324.0                                                                           | 365.8                                                                           | 334.8                                                                           | 258.0                                                                           | 198.4                                                                           | 135.0                                                                           | 124.0                                                                           | 2734.3                                                                          |
| Humedad relativa (%)                                                            | 68.7                                                                            | 65.0                                                                            | 66.4                                                                            | 65.5                                                                            | 66.6                                                                            | 63.7                                                                            | 58.8                                                                            | 61.0                                                                            | 65.4                                                                            | 67.8                                                                            | 68.5                                                                            | 69.0                                                                            | 65.5                                                                            |
| Fuente: Croatian Meteorological and Hydrological Service                        |                                                                                 |                                                                                 |                                                                                 |                                                                                 |                                                                                 |                                                                                 |                                                                                 |                                                                                 |                                                                                 |                                                                                 |                                                                                 |                                                                                 |                                                                                 |

## Demografía
En el censo 2011 el total de población de la localidad fue de 3771 habitantes
| Gráfica de población de la ciudad de Hvar 1857-2011                 |
|                                                                     |
| Según los censos de población de la oficina estadística de Croacia. |

Nota: En 1869 incluye datos del asentamiento de Zaraće. En 1991 la población se redujo por la separación de parte del poblado en el asentamiento independiente de Milna.